# Sacha Gervasi
Alexander Simon Gervasi, detto Sasha (Londra, 1966), è un giornalista, regista, sceneggiatore e produttore cinematografico inglese.

## Biografia
A 15 anni fa amicizia con i quattro musicisti della metal band canadese Anvil, ai quali si presenta come il fan inglese numero uno, in occasione di un loro concerto in un club londinese. L'incontro con Steve "Lips" Kudlow (voce principale e chitarra del gruppo), Robb Reiner (batteria), Dave Allison (voce e chitarra) e Ian Dickson (basso) è destinato a lasciare un segno indelebile nella vita professionale di Gervasi, che segue la band in tour lavorando come tecnico del suono fino al 1986, anno in cui litigò con loro e se ne andò. Gervasi, però, non abbandona la sua passione per la musica: negli anni ottanta fa parte dei Midnight e successivamente fonda con Gavin Rossdale i Future Primitives, in cui suona la batteria, ma abbandona il gruppo l'anno prima che cambi il nome in Bush e diventi famoso in tutto il mondo.
Gervasi studia Storia moderna al King's College di Londra e lavora per il "poeta laureato" di Inghilterra, Ted Hughes, alla Arvon Writing Foundation, un'organizzazione che promuove la scrittura creativa. Dopo la laurea, inizia a lavorare per John Calder, amico ed editore di Samuel Beckett. Grazie a questo impiego, Gervasi prende parte alla sistemazione dell'archivio del grande drammaturgo, predisponendo nel 1989 la messa all'asta da Sotheby's di lettere e documenti personali dello scrittore inglese, tra cui una versione annotata di Aspettando Godot, che fu acquistata dal Trinity College di Dublino. La passione per la scrittura e il cinema spinge Gervasi a trasferirsi a Los Angeles per frequentare il corso di laurea in Sceneggiatura alla Scuola di cinema dell'Università della California. Durante questo periodo di formazione, Gervasi si aggiudica per ben due volte i Bafta (British Academy of Film and Television Arts) di Los Angeles riservati agli studenti e si mantiene lavorando come giornalista per quotidiani e riviste, come il Sunday Times, l'Observer e Punch. Nel biennio 1999-2000 è la voce delle automobili Jaguar negli spot trasmessi da radio e tv.
Il 1999 è un anno decisivo nella carriera di Gervasi, che scrive il soggetto del film The Big Tease, insieme con il collega scozzese Craig Ferguson. A partire da quel lavoro, il destino di Gervasi si lega al cinema. La pellicola non riscuote successo, ma introduce il giornalista scrittore al mondo degli Studios hollywoodiani. Arriva così la firma sulla sceneggiatura di The Terminal. Questa storia delicata e poetica di un uomo costretto nel non-luogo per eccellenza, il terminal di un aeroporto, diventa un film nel 2004. Alla regia c'è Steven Spielberg e l'interprete principale è Tom Hanks. Solo un altro sceneggiatore, Tom Stoppard, ha avuto il privilegio di vedere un proprio script trasformato in un lungometraggio (L'impero del sole) diretto da Spielberg.
La svolta cinematografica arriva nel 2005, quando Gervasi ritrova gli Anvil dopo una rottura durata vent'anni. Questo incontro lo spinge a mettersi dietro la macchina da presa. Iniziano così le riprese del rockumentary su una band sottovalutata, ma che ha fatto la storia dell'heavy metal, ispirando gruppi del calibro di Metallica, Slayer e Anthrax. La scelta del regista esordiente si è rivelata azzeccata. Anvil! The Story of Anvil viene presentato nel 2008 al Sundance Festival riscuotendo un grande successo. Il film diventa un piccolo cult e ottiene numerosi riconoscimenti, tra cui il premio come miglior documentario agli Independent Spirit Awards e il premio del pubblico ai Festival di Syndey e Los Angeles. Gli Anvil, nonostante più di trent'anni di attività e tredici album in studio pubblicati, non sono mai riusciti a sfondare e non hanno ottenuto il meritato riconoscimento. La macchina da presa segue i due fondatori della band, Lips Kudlow e Robb Keiner, nei loro momenti di intimità familiare, nella quotidianità, al lavoro, mentre suonano. Attraverso una struttura narrativa che alterna interviste ai due musicisti, ai familiari e agli amici, con immagini di repertorio e riprese durante i concerti in giro per il mondo, Gervasi tratteggia un curioso e sincero omaggio a un gruppo che non ha mai smesso di credere nella propria musica e nel proprio talento, sostenuto dal calore dei fan. Il film si è rivelato negli Stati Uniti un fenomeno eccezionale, diventando un vero e proprio cult. Michael Moore l'ha definito il migliore documentario degli ultimi anni, il Times lo ha descritto come il più grande film sul rock mai girato e numerose star si sono dichiarate fan spassionate, tra cui Keanu Reeves e Dustin Hoffman.
Nel 2010 Gervasi scrive la sceneggiatura di Henry's Crime, una commedia diretta da Malcolm Venville e interpretata da Keanu Reeves, James Caan e Vera Farmiga. Nel 2012 Gervasi ha diretto Hitchcock, film con Anthony Hopkins, Helen Mirren, Scarlett Johansson, James D'Arcy e Jessica Biel, tratto dall'omonimo best seller di Stephen Rebello, che racconta il processo di realizzazione di Psyco, capolavoro del maestro della suspense.
Nel 2018 dirige il film TV per HBO My Dinner with Hervé, biopic che narra gli ultimi giorni di vita dell'attore Hervé Villechaize, noto per il ruolo di Tattoo nella serie tv Fantasilandia. Il film è incentrato sulla lunga intervista concessa da Villechaize a Gervasi nel 1993, pochi giorni prima del suo suicidio.

## Filmografia

### Regista

#### Cinema
- Anvil! The Story of Anvil (2008)
- Hitchcock (2013)
- November Criminals (2017)

#### Televisione
- My Dinner with Hervé – film TV (2018)

### Sceneggiatore
- The Big Tease, regia di Kevin Allen (1999)
- The Terminal, regia di Steven Spielberg (2004)
- Henry's Crime, regia di Malcolm Venville (2010)
- November Criminals (2017)
- My Dinner with Hervé – film TV (2018)

### Produttore
- The Big Tease, regia di Kevin Allen (1999)
- Anvil! The Story of Anvil, regia di Sacha Gervasi (2008)
- Henry's Crime, regia di Malcolm Venville (2010)